# Costantino Euforbeno Catacalo
Costantino Euforbeno Catacalo in greco Κωνσταντῖνος Εὐφορβηνὸς Κατακαλών?, conosciuto anche come  Costantino Catacalo, Costantino Euforbeno o Euforbeno Catacalo (fl. XI-XII secolo) è stato un generale bizantino durante il regno di Alessio I Comneno (r. 1081–1118).
Discendente delle nobili famiglie dei Catacalo e degli Euforbeno, Costantino è menzionato per la prima volta nelle fonti quando comandò il corpo dei Chomatenoi e il contingente turco dell'esercito di Alessio Comneno nella battaglia di Kalavrye del 1078.
Compare nuovamente negli elenchi del Sinodo delle Blachernae del 1094, con il titolo di protokouropalates e al 20º posto tra gli aristocratici e i funzionari di corte presenti. L'anno successivo partecipa alla campagna di Alessio contro i Cumani e l'impostore, pretendente al trono, Costantino Diogene. Alessio lo inviò ad attaccare i Cumani mentre attraversavano il passo di Zygos, ma questi ultimi, guidati dai valacchi locali, riuscirono ad attraversare il passo prima e ad impadronirsi della città di Goloë. Catacalo attaccò comunque i gruppi di cumani e riuscì a catturare un centinaio di prigionieri, per cui fu promosso nobelissimos. Fu poi inviato ad assistere la città di Adrianopoli, assediata dai Cumani. Tentò di entrare in città da sud, ma fu sorpreso dai Cumani in marcia e riuscì a salvarsi per un pelo. Poco dopo, assistette Alakaseus nella cattura dell'impostore a Poutza, vicino ad Adrianopoli.
Nel 1096, l'imperatore lo inviò a salvare i resti della Crociata dei poveri, che era stata sconfitta e quasi distrutta dai Selgiuchidi nella battaglia di Civetot. I turchi si ritirarono prima della sua avanzata e Catacalo riuscì a salvare i crociati sopravvissuti. Nel 1100 circa fu nominato doux (governatore militare) di Cipro, carica che mantenne almeno fino al 1102/1104. Uno dei suoi sigilli superstiti lo cita sia come doux di Cipro che come kouropalates, piuttosto che come nobelissimos; ciò potrebbe implicare che Catacalo avesse già ricoperto questa carica prima della sua promozione.
Nel 1108, Catacalo fece parte dell'ambasciata inviata da Alessio a Boemondo, che assediava la fortezza imperiale di Dyrrhachium. La delegazione bizantina convinse il principe normanno a cercare un accordo con l'Impero e lo accompagnò al campo imperiale di Deabolis, dove fu firmato l'omonimo trattato.
Catacalo era uno dei funzionari più fidati e stimati di Alessio. In segno di riconoscenza, suo figlio Niceforo ottenne la mano di Maria Comnena, la seconda figlia dell'imperatore. Insieme ebbero diversi figli.